# Алфимово (Калузька область)
Алфимово (рос. Алфимово) — присілок в Спас-Деменському районі Калузької області Російської Федерації.
Населення становить 13 осіб. Входить до складу муніципального утворення Присілок Стайки.

## Історія
Від 2004 року входить до складу муніципального утворення Присілок Стайки

## Населення
| 2002 | 2007 | 2010 |
| ---- | ---- | ---- |
| 34   | ↘26  | ↘13  |